# Berliner Adreßbuch
Le Berliner Adreßbuch est un annuaire régulièrement publié à Berlin de 1704 à 1970. Il contient des informations sur les habitants, les entreprises, les institutions et les autorités de la ville. Il s'agit d'une source importante pour la recherche sur l'histoire de la ville de Berlin .

## Désignations
- Adres-Calender der Königlich Preußischen Haupt- und Residenz-Städte Berlin und Potsdam, besonders der daselbst befindlichen hohen und niederen Collegien, Instanzien und Expeditionen, 1704
- Anschauliche Tabellen von der gesammten Residenz-Stadt Berlin, 1799
- Neue anschauliche Tabellen von der gesammten Residenz-Stadt Berlin, 1801
- Allgemeiner Straßen- und Wohnungs-Anzeiger für die Residenzstadt Berlin, 1812
- Allgemeiner Namens- und Wohnungsanzeiger von den Staatsbeamten, Gelehrten, Künstlern, Kaufleuten, Fabrikanten (…), 1818/1819
- Allgemeines Adreßbuch für Berlin, 1820
- Haus- und General-Adreßbuch der Königl. Haupt- und Residenzstadt Berlin, 1822
- Allgemeines Adreßbuch für Berlin, 1823
- Allgemeiner Wohnungsanzeiger für Berlin, 1824–1828
- Allgemeiner Wohnungsanzeiger für Berlin und dessen nächste Umgebungen mit Einschluß von Charlottenburg, 1829–1835
- Allgemeiner Wohnungsanzeiger für Berlin, Potsdam und Charlottenburg, 1836
- W. Boike’s allgemeiner Wohnungsanzeiger für Berlin, Charlottenburg und Umgebungen, 1837–1842
- Allgemeiner Wohnungsanzeiger für Berlin, Charlottenburg und Umgebungen, 1843–1851
- Allgemeiner Wohnungs-Anzeiger für Berlin und Umgebungen, 1852–1855
- Allgemeiner Wohnungs-Anzeiger nebst Adreß- und Geschäftshandbuch für Berlin, dessen Umgebungen und Charlottenburg, 1856–1872
- Berliner Adreßbuch, 1873–1896
- Adreßbuch für Berlin und seine Vororte, 1897–1902
- Berliner Adreßbuch, 1903–1943
- Berliner Stadtadreßbuch, 1957–1970

## Histoire

### 1704-1807
L'Adres-Calender d'Unger apparaît pour la première fois en 1704 et est publié relativement régulièrement toutes les quelques années tout au long du XVIIIe siècle jusqu'à l'occupation de la Prusse en 1806

### 1799-1943
En 1799, les Anschauliche Tabellen von der gesammten Residenz-Stadt Berlin de Karl Neander von Petersheiden sont publiés. Celles-ci montrent graphiquement toutes les rues avec leurs propriétaires et locataires principaux, ainsi que certaines autorités. En 1812, Salomo Sachs continue à publier Allgemeiner Straßen- und Wohnungsanzeiger für die Residenzstadt Berlin. À partir de 1822, Boike et Winkler publient chaque année de nouveaux carnets d'adresses sous le nom Allgemeiner Wohnungsanzeiger für Berlin, Charlottenburg und Umgebungen. 
Fin septembre 1902, une annonce de la « rédaction » paraît dans le Vossische Zeitung, selon laquelle les propriétaires ont reçu des listes de maisons dans lesquelles les chefs de famille doivent soigneusement inscrire leurs informations pour le prochain « carnet d'adresses ». en 1903.
Le carnet d'adresses de 1935 recommande de toujours utiliser (et acheter) l'édition actuelle. La raison en est le « nombre inhabituellement élevé de changements d’adresse ». Il est ainsi précisé que « lors de la parution de la présente édition, environ 29 % des adresses de l'année 1934 étaient déjà obsolètes, contre 51 % des adresses contenues dans l'année 1933 et même 66 % des adresses de l'année 1932, que l'on trouve encore de manière isolée, et donc inutilisables ». La dernière édition est parue en 1943.

### 1946-1970
En 1946, il existe à nouveau un carnet d'adresses pour le Grand Berlin. Au cours des années suivantes, les annuaires d'entreprises sont apparus uniquement avec des adresses professionnelles et des annuaires téléphoniques. Depuis 1957, il existe un Berliner Stadtadressbuch pour Berlin-Ouest. Celui-ci est publié pour la dernière fois en 1970.

### Éditions supplémentaires pour les quartiers
En 1935, il y a des éditions séparées pour certains quartiers de Berlin, qui contiennent un annuaire des rues et un annuaire des entreprises, mais pas de liste alphabétique des noms

### Éditeur
- 1812 Jules Eduard Hitzig .
- 1896–1943 August Scherl, Deutsche Adreßbuch-Gesellschaft mbH, Leipziger Straße 76, Berlin SW 19
- 1957-1970 Société du carnet d'adresses de Berlin

## Copies numériques
Toutes les éditions du Berliner Adreßbuchs sont disponibles gratuitement en ligne à la Bibliothèque centrale et d'État de Berlin. (Ils sont numérisés page par page de 2002 à 2018.)